# Brüsseler Philharmoniker

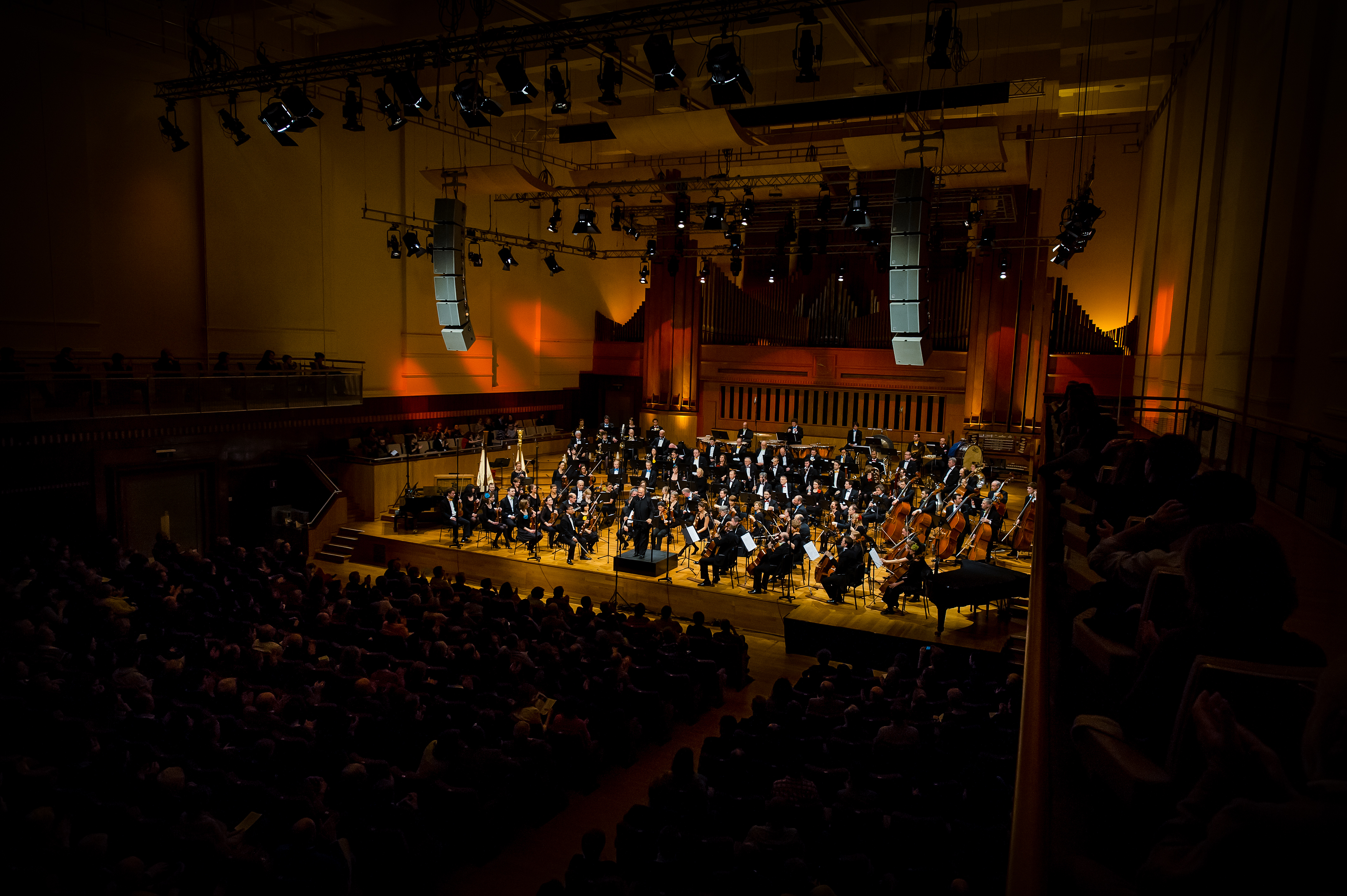
Brüsseler Philharmoniker, 2013

Die Brüsseler Philharmoniker (auch: Brussels Philharmonic, frühere Bezeichnung: Vlaams Radio Orkest, Flämisches Rundfunkorchester) sind ein belgisches Sinfonieorchester.

## Geschichte
Das Orchester steht in der Nachfolge des 1935 gegründeten Grand Orchestre Symphonique de l'INR / Groot Symfonie-Orkest van het NIR und des 1978 gegründeten Filharmonisch Orkest van de BRT. Eigentlicher Gründungszeitpunkt ist das Jahr 1998, als das ehemalige Orchester der niederländischsprachigen öffentlich-rechtlichen Rundfunkanstalt BRT zusammen mit dem Rundfunkchor in eine unabhängige Trägerschaft entlassen wurde. Als neuer Name wurde "Vlaams Radio Orkest" bestimmt, als Rechtsform wurde eine Vereinigung ohne Gewinnerzielungsabsicht mit substanzieller finanzieller Unterstützung durch die Flämische Gemeinschaft gewählt. Nachdem das Orchester zuvor im Brüsseler Magdalenazaal seine Heimstätte gehabt hatte, wurde sein Sitz im Zuge der organisatorischen Verselbständigung nach Löwen in den ehemaligen Festsaal der Philips-Fabrik verlegt.
Als Gründungsintendant wurde Dries Sel berufen, zum Chefdirigenten wurde Yoel Levi berufen, der sein Amt allerdings erst zur Saison 2001/2002 antrat. Die räumliche Situation blieb bewegt, ein Wegzug nach Gent ins Muziekcentrum De Bijloke wurde erwogen, doch dann zog das Orchester in das ehemalige Löwener Kino Eden um. Finanzielle und strukturelle Probleme führten dazu, dass Sel 2003 den Intendantenposten aufgab, woraufhin Gunther Broucke die Amtsgeschäfte übernahm. Im Jahre 2005 beschloss der Kulturminister der flämischen Gemeinschaft, Bert Anciaux, den Sitz des Orchesters in das restaurierte ehemalige Funkhaus an der Place Flagey/Flageyplaats in Brüssel zu verlegen. Dort hatte seit 1937 das Orchester des INR/NIR im legendären Studio 4 seinen Sitz gehabt. 
Zur Spielzeit 2008/2009 trat Michel Tabachnik sein Amt als neuer Chefdirigent an, er hatte das Orchester nach dem Ablaufen von Yoel Levis Vertrag bereits in der Übergangsspielzeit 2007/2008 geleitet. 2012 nahm das Orchester dann den neuen Namen Brussels Philharmonic an. Ab der Spielzeit 2015/2016 war Stéphane Denève Chefdirigent des Orchesters, ab der Saison 2022/2023 übernahm Kazushi Ono die Leitung.

## Chefdirigenten
- Yoel Levi (2001–2007)
- Michel Tabachnik (2008–2015)
- Stéphane Denève (2015–2022)
- Kazushi Ono (seit 2022)

## Aufnahmen
2010 richtete das Orchester unter dem Namen "Brussels Philharmonic Recordings" sein eigenes Label ein. Seitdem hat es vier CDs herausgebracht:
- Debussy – La Mer (2010)
- Dvořák – New World (2011)
- Tchaikovsky – Pathétique (2012)
- Stravinsky – Le sacre du printemps (2013)

Darüber hinaus erscheint das Orchester auf CDs der Labels Deutsche Grammophon, Warner Classics, Evil Penguin Records, Palazzetto Bru Zane und Film Fest Gent.

## Auszeichnungen
- 2013 – Emmy-Nominierung für die Filmmusik zu der BBC-Miniserie Parade’s End, komponiert von Dirk Brossé.
- 2012 – Oscar, Golden Globe, BAFTA-Award & César für die Filmmusik zum französischen Film The Artist, komponiert von Ludovic Bource.
- 2005 – Golden Globe für die Filmmusik zu The Aviator, komponiert von Howard Shore.